# Caio Fúfio Gêmino (cônsul em 2 a.C.)
Caio Fúfio Gêmino (em latim: Gaius Fufius Geminus) foi um senador romano nomeado cônsul sufecto por volta de setembro de 2 a.C. no lugar do imperador Augusto. Gêmino era filho ou sobrinho de um Fúfio Gêmino que foi governador da Panônia em 35 a.C..

## História
Gêmino foi co-autor da Lex Fufia Caninia, que restringiu a manumissão de escravos. Seu mandato como cônsul durou apenas dois meses e em 1 de dezembro Gêmino foi substituído. Especula-se que ele possa ter morrido ainda no cargo ou que ele tenha sido implicado no escândalo que levou ao banimento da filha de Augusto, Júlia, a Velha. Seja como for, seu nome foi retirado dos "Fasti Magistrorum Vici".
Fúfio Gêmino teve um filho, Caio Fúfio Gêmino, que foi cônsul ordinário em 29 e depois foi condenado à morte pelo imperador Tibério.